# Ibrahim Nasrallah
Ibrahim Nasrallah (arabo: إبراهيم نصر الله); 2 dicembre 1954) è uno scrittore palestinese, vincitore dell'Arabic Booker Prize nel 2018.
È nato da genitori palestinesi costretti a lasciare la loro casa ad Al-Burayj, in Palestina, nel 1948. L'artista palestinese trascorse l'infanzia e l'adolescenza in un campo profughi in Giordania e iniziò la sua carriera come insegnante in Arabia Saudita. Dopo il ritorno ad Amman, ha lavorato nei media e nel mondo della cultura fino al 2006, anno in cui si è dedicato alla scrittura. Ad oggi, ha pubblicato 15 raccolte di poesie, 21 romanzi e diversi altri libri. Nel 1985 ha iniziato a scrivere la Commedia Palestinese che copre 250 anni di storia moderna della Palestina in una serie di romanzi in cui ogni romanzo è indipendente; ad oggi sono stati pubblicati 12 romanzi nell'ambito di questo progetto. Cinque dei suoi romanzi e un volume di poesie sono stati pubblicati in inglese, quattro opere in italiano e un romanzo in danese, turco e persiano.
Nasrallah è anche fotografo e ha tenuto quattro mostre di fotografia. Ha vinto nove premi e il suo romanzo Prairies of Fever è stato scelto dal quotidiano The Guardian come uno dei dieci romanzi più importanti sul mondo arabo. Tre dei suoi romanzi sono stati inseriti nel International Prize for Arabic Fiction per gli anni 2009, 2013 e 2014. Nel 2012 ha vinto il premio Jerusalem Award for Culture and Creativity per la sua opera letteraria. Nasrallah è considerato uno degli scrittori più letti nel mondo arabo.
Nel gennaio 2014 è riuscito a scalare il monte Kilimanjaro in un'impresa che ha coinvolto due adolescenti palestinesi, un ragazzo e una ragazza, che avevano perso l'uso delle gambe. La scalata era a sostegno di un'organizzazione non governativa che si occupa di fornire servizi medici ai bambini palestinesi e arabi. Nasrallah ha raccontato questo viaggio in un romanzo intitolato The Spirits of Kilimanjaro (2015). Nel 2016 Nasrallah ha ricevuto il Premio Katara per i romanzi arabi per quest'opera.
Il suo romanzo The Second Dog War è stato premiato con il Premio internazionale di narrativa araba (Arabic Booker) per il 2018. Nel 2020 è diventato il primo scrittore arabo a ricevere per la seconda volta il "Katara Prize" per i romanzi arabi per il suo romanzo "A Tank Under the Christmas Tree".

## Poesia
- Love is Wicked, 2017.
- A Ray of Light Between Two Nights, 2012.
- If I were a maestro, 2009
- Flute Chamber, 2007
- Mirrors of Angels, 2001
- In the Name of the Mother and the Son, 1999. ISBN 6140100445, Arab Scientific Publishers, 128 pages, 2010)
- The Book of Death and the Dead, 1998
- Verandahs of Autumn, 1997.
- Volume of Poetic Collection (1980-1993), 1994
- The Fox’s Scandal, 1993 (Published in English).
- Green Wood, 1991
- Storms of the Heart, 1989
- The River Boy and the General, 1987
- The Last Dialogue a Few Minutes Before the Killing of the Sparrow, 1984
- No’man Recovers His Color, 1984
- Morning Songs, 1984
- The Rain Inside, 1982 ISBN 1931896526, Curbstone Books, 126 pages, 2009)
- Horses are Overlooking the City, 1980

## Romanzi
- Prairies of Fever, Edizione araba1985; edizione inglese edition a cura di Interlink 1993 ISBN 156656106X, edizione italiana a cura di Edizioni Lavoro 2001
- Terrestrial Waves, 1988
- The Barking Dog (Aw), 1990
- Just the Two of Us, Edizione araba 1992, edizione italiana Dentro la notte, Ilisso, Nuoro, 2004 ISBN 8889188189
- The Guard of the Lost city, 1998
- Balcony of Delirium, 2005
- Balcony of Snow Man 2009
- Balcony of Disgrace 2010
- Balcony of Abyss 2013
- Balcony of Paradise 2014
- The Second Dog War 2016
- "Short Story Writer's Tragedy" 2021

Commedia Palestinese che copre 250 anni di storia moderna della Palestina (12 romanzi)
- Birds of Caution, 1996.
- Eraser Child, 2000.
- Olive Trees of the Streets, 2002.
- Safe Weddings, 2004. ISBN 9953876258
- Under the Midmorning Sun, 2004.
- Time of White Horses, 2007
- Lanterns of The King of Galilee, 2012.
- Spirits of Kilimanjaro, 2015.
- Bells Trilogy: Keys' Shadows, An Autobiography of an Eye, A Tank Under the Christmas Tree, 2019.

Nasrallah ha scritto anche poesie per bambini, in due collezioni:
- Good Morning Children, 1983.
- Good Things Called Home, 1984.

Come scrittore ed editore ha pubblicato anche opere letterarie su altri scrittori e poeti arabi, tra cui:
- The Book of Writing: That is Life…That is Color (Testimonies about Writing), . Autore. 2018
- The Flying Autobiography; Less than an Enemy. More than a Friend. Autore. 2006
- The Defeat of the Victors: The Cinema between Creativity and Market Demand. Autore. 2000
- Portraits of Being: Cinematic Reflections, 2010. Autore. 2000
- The Art and the Artist: Jabra Ibrahim Jabra’s writings about fine art (editore) 2000.
- The Complete Poetry Collection of The Palestinian Poet Ahmad Hilmi Abdul-Baqui, (ricercatore e editore), 2002.

Nasrallah collabora regolarmente con alcuni dei principali giornali arabi. È anche pittore e fotografo. Ha contribuito a diverse mostre e ha realizzato le sue esposizioni fotografiche intitolate The Autobiography of an Eye nel 1996, Under Two Suns: Images and Words nel 2004, The Life of the Dead Sea. La sua poesia e dei suoi romanzi sono state oggetto di molte tesi accademiche. Nasrallah ha anche tenuto letture di poesie in diversi centri culturali di città metropolitane come Parigi, Roma, Venezia, Francoforte, Berlino, e diverse città in Inghilterra, Danimarca, Svizzera e Stati Uniti d'America, senza contare le numerose attività letterarie in quasi tutte le capitali arabe e le sue attività da giurato in diversi festival, tra i quali Al Ard Film Festival, uno dei più popolari festival europei sulla Palestina. Nasrallah ha anche tenuto conferenze e letture di poesie in molte università locali giordane, arabe ed europee. Il suo lavoro ha attirato l'attenzione della critica e del mondo accademico internazionale, con 10 libri di critica letteraria, 10 tesi di dottorato e circa 45 tesi di laurea che hanno studiato il suo lavoro.

## Premi
- Nell'aprile 2018 ha vinto il Premio internazionale di narrativa araba per The Second Dog War .
- Nel 2020 ha vinto per la seconda volta il Katara Prize for Arabic Novels, per il romanzo Un carro armato sotto l'albero di Natale.
- Nel 2018 ha vinto il Premio internazionale di narrativa araba per il romanzoThe Second Dog War .
- Nel 2016 ha vinto il Premio Katara per la narrativa araba per il romanzo Spirits of Kilimanjaro.
- Nel 2012 ha vinto il premio inaugurale (Jerusalem Award for Culture and Creativity) per la sua opera letteraria.
- Nel 1997 ha vinto il prestigioso Sultan Owais Literary Award for Poetry, un premio per i poeti di lingua araba.
- Tre premi dell'Associazione degli scrittori giordani per il miglior volume di poesia.
- Il premio Tayseer Sbool per i suoi romanzi nel 1994.
- Il Premio letterario Arar, per i poeti giordani e arabi, Giordania, 1991.